# 齋藤隆男
齋藤 隆男（さいとう たかお、1948年〈昭和23年〉5月31日 - 2002年〈平成14年〉6月2日）は、日本の政治家。栃木県日光市長（2期）。

## 経歴
栃木県出身。日本大学法学部卒。衆議院議員秘書を経て、1997年（平成9年）の日光市長選挙に立候補し、現職を破って初当選する。2001年（平成13年）に再選する。在職中は1999年（平成11年）に日光の社寺がユネスコの世界遺産に登録され、2000年（平成12年）に野生の猿へエサを与えることを禁止する「サル餌付け禁止条例」を全国で初めて制定した。ほか、日光市民病院の開院などがあった。
一方、健康面では1999年に舌の腫瘍を摘出。2002年〈平成14年〉に「転移性肺がん」にかかっていたことが分かった。その後、入退院を繰り返し、5月に容体が急変し、6月2日に原発不明頸部リンパ節がんのため死去した。